# Baban
Baban (in curdo بابان‎) era un principato curdo esistente dal XVI secolo al 1850, incentrato su Sulaymaniyah. Il principato di Baban svolse un ruolo attivo nel conflitto ottomano-safavide e diede un significativo sostegno militare agli ottomani. Fu in costante rivalità con altri principati come Ardalan, Bohtan e Soran e il suo territorio fu pertanto oscillante. Prima della rimozione dell'ultimo leader di Baban nel 1850, il suo dominio era limitato alla capitale Sulaymaniyah e a pochi villaggi circostanti.
L'odierna città di Sulaymaniyah fu costruita da Baban nel 1784 che servì come capitale. Prima della fondazione della città, la dinastia viveva a Qala Çolan. Il principato incoraggio e facilitò anche l'uso del curdo sorani tra i suoi autori letterari locali.

## Origini
Quando gli ottomani arrivarono nelle pianure di Sulaymaniyah (Shahrizor), i principi Baban si erano già stabiliti nella regione. Tuttavia, non ci sono fonti pre-ottomane su Baban, e le sue origini sono oscure. Le informazioni sulle relazioni tra Baban e l'Emirato di Soran fino al 1596 sono presenti nello Sharafnama, che menziona anche che Pīr Budak Beg fu il fondatore della dinastia all'inizio del XVI secolo. Non c'è tuttavia consenso sulla cronologia dinastica di Baban.
Un mito affermava che il fondatore della dinastia Baban fosse Aḥmad Faqīh (Faqī Aḥmad) di Pshdar, che ricevette la terra intorno a Shahrizor dallo Scià dell'Iran per via della sua lealtà al monarca. Un altro mito sosteneva che la dinastia discendesse da una donna inglese di nome Keghan.

## Storia
Dopo la battaglia di Cialdiran nel 1514, Baban non rimase incorporata nell'Impero ottomano. In qualità di rappresentante degli ottomani, Idris Bitlisi incontrò il principe di Baban e altri stati curdi subito dopo la battaglia di Cialdiran e riuscì a formare un'alleanza tra loro contro i Safavidi. Tuttavia, la lealtà di Baban fu oscillante. All'inizio del 1500, Baban sotto Haci Şeyh Baban estese il suo territorio intorno al lago di Urmia che costrinse Tahmasp I a inviare una forza militare contro i curdi.
Secondo Claudius Rich, la dinastia ottenne il riconoscimento ottomano dei diritti ereditari della loro dinastia nel 1678. Dal 1720 al 1740, la dinastia di Baban aiutò gli ottomani contro l'Iran. Il periodo che va dal 1750 al 1847 fu dominato dalla rivalità sia con Soran che con Bohtan, poiché rivaleggiarono anche contro i tentativi di centralizzazione degli ottomani e dell'Iran. Alla fine del 1700, Baban sostenne la dinastia Qajar contro quella Zand, ma dovette cambiare il proprio sostegno alla dinastia Zand dopo le vittorie di quest'ultima.
Il principato fu abbattuto durante il periodo di modernizzazione ottomana della metà del XIX secolo. La rivolta di Baban durò tre anni, ma fu soppressa da una coalizione di forze ottomane e tribù curde. Ahmed Pasha Baban, l'ultimo sovrano Baban, fu sconfitto vicino Koy Sanjaq nel 1847 e la regione di Shahrazur fu annessa all'Impero ottomano. Le rivendicazioni iraniane su Baban cessarono dopo il trattato del 1847.
Quando gli inglesi entrarono a Sulaymaniyah nel 1918, la città non era più sotto l'influenza della dinastia Baban. I discendenti della dinastia si unirono al movimento indipendentista curdo in Iraq, mentre altri divennero politici ottomani.